# Browne Island (Nunavut)
Browne Island ist eine unbewohnte Insel in der Qikiqtaaluk Region im kanadischen Territorium Nunavut.
Sie ist 4,4 Kilometer lang, 1,5 Kilometer breit und 150 Meter hoch. Browne Island liegt wie die benachbarten Inseln Somerville Island und Griffith Island vor der Südwestküste Cornwallis Islands, von dem sie 7 Kilometer entfernt ist.
Die Insel wurde am 29. August 1820 von William Parry auf seiner ersten Reise zur Suche nach der Nordwestpassage entdeckt und nach Henry Browne, einem Unterstützer seiner Expedition benannt.